# اودا آلودنیا
اودا آلودنیا (به لاتین: Uda Aludeniya) یک منطقهٔ مسکونی در سری‌لانکا است که در استان مرکزی (سری‌لانکا) واقع شده‌است.